# Microchilus parvilabrum
Microchilus parvilabrum är en orkidéart som beskrevs av Paul Ormerod. Microchilus parvilabrum ingår i släktet Microchilus och familjen orkidéer. Inga underarter finns listade i Catalogue of Life.